# Palaeopsylla tauberi
Palaeopsylla tauberi är en loppart som beskrevs av Lewis 1973. Palaeopsylla tauberi ingår i släktet Palaeopsylla och familjen mullvadsloppor.

## Underarter
Arten delas in i följande underarter:
- P. t. tauberi
- P. t. makaluensis